# بیگ ریور (کالیفرنیا)
بیگ ریور (به انگلیسی: Big River) یک منطقهٔ مسکونی در ایالات متحده آمریکا است که در شهرستان سن برناردینو، کالیفرنیا واقع شده‌است. بیگ ریور ۲۹٫۴۰ کیلومتر مربع مساحت و ۱٬۷۰۷ نفر جمعیت دارد و ۱۳۳ متر بالاتر از سطح دریا واقع شده‌است.